# Milejów (gromada w powiecie lubelskim)
Milejów – dawna gromada, czyli najmniejsza jednostka podziału terytorialnego Polskiej Rzeczypospolitej Ludowej w latach 1954–1972.
Gromady, z gromadzkimi radami narodowymi (GRN) jako organami władzy najniższego stopnia na wsi, funkcjonowały od reformy reorganizującej administrację wiejską przeprowadzonej jesienią 1954 do momentu ich zniesienia z dniem 1 stycznia 1973, tym samym wypierając organizację gminną w latach 1954–1972.
Gromadę Milejów z siedzibą GRN w Milejowie (osadzie) utworzono – jako jedną z 8759 gromad na obszarze Polski – w powiecie lubelskim w woj. lubelskim na mocy uchwały nr 12 WRN w Lublinie z dnia 5 października 1954. W skład jednostki weszły obszary dotychczasowych gromad Milejów osada, Milejów wieś, Antoniów kol., Antoniów wieś, Klarów, Górne i Zalesie ze zniesionej gminy Brzeziny w tymże powiecie. Dla gromady ustalono 27 członków gromadzkiej rady narodowej.
1 stycznia 1960 do gromady Milejów włączono wieś Jaszczów, wieś Starościce oraz kolonie Popławy i Cyganka ze zniesionej gromady Jaszczów w tymże powiecie.
1 stycznia 1969 do gromady Milejów włączono obszar zniesionej gromady Białka w tymże powiecie.
Gromada przetrwała do końca 1972 roku, czyli do kolejnej reformy gminnej. 1 stycznia 1973 w powiecie lubelskim utworzono gminę Milejów (od 1999 gmina Milejów znajduje się w powiecie łęczyńskim w woj. lubelskim).